# 久保古墳
久保古墳（くぼこふん）は、三重県松阪市久保町にある古墳。形状は円墳。三重県指定史跡に指定されている。

## 概要

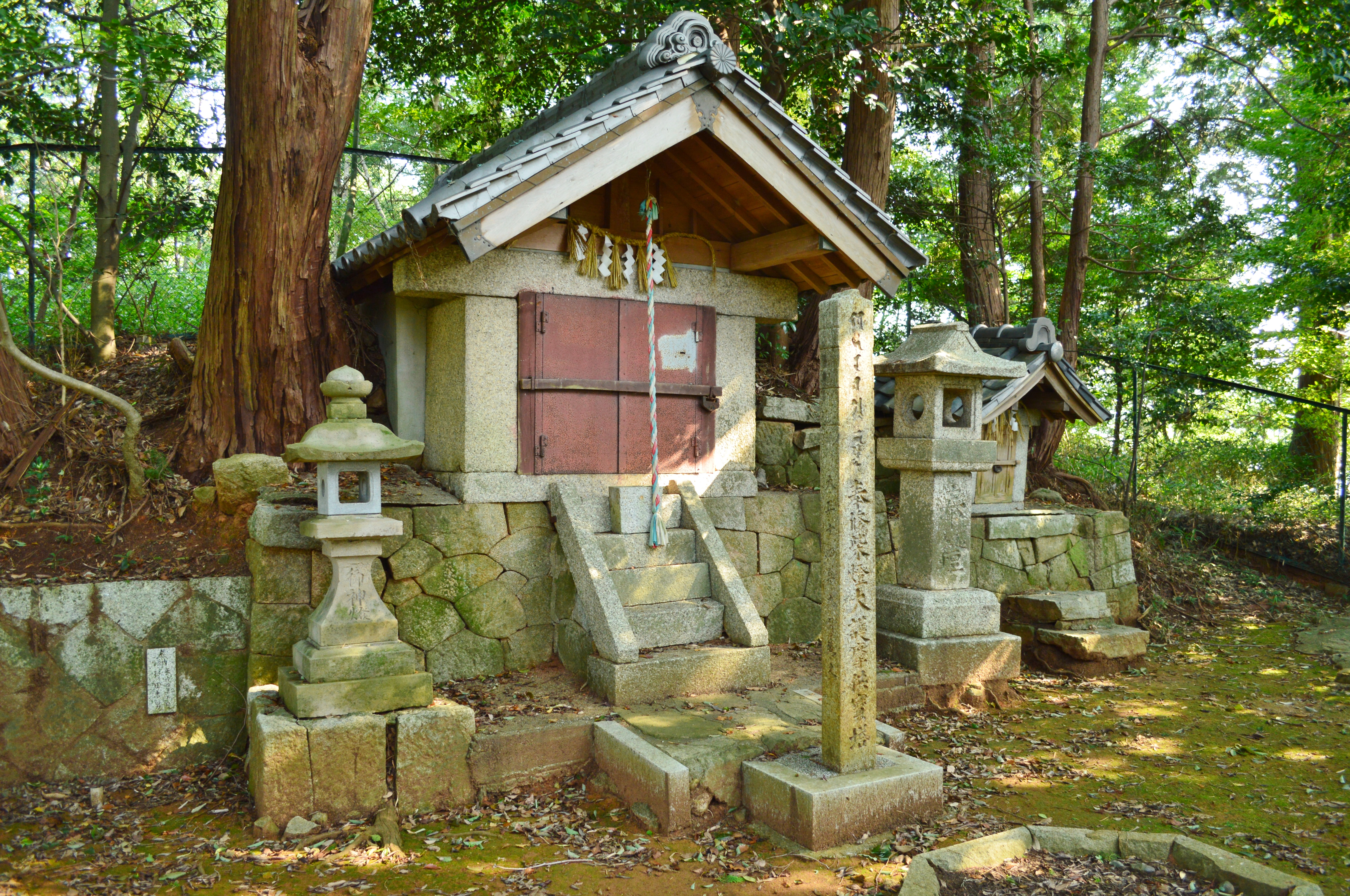
墳頂の祠

三重県中部、松阪市街地南方の沖積低地中にある低台地上に築造された大型円墳である。これまでに1912年（明治45年）に盗掘に遭っているほか、現在は墳丘上に行者尊が祀られている。
墳形は円形で、直径52.5メートル・高さ6メートルを測り、三重県下の円墳としては有数の規模になる。墳丘は2段築成。墳丘表面で葺石・埴輪は認められていない。埋葬施設は明らかでないが、明治の盗掘の際に三角縁神獣鏡2面が出土している。この出土鏡より、築造時期は古墳時代前期の4世紀後半頃と推定される。伊勢地方では最古級の古墳に位置づけられ、舶載三角縁神獣鏡の存在からヤマト王権との深い関係が指摘される古墳になる。
古墳域は1981年（昭和56年）に三重県指定史跡に指定されている。

## 出土品
出土品としては、1912年（明治45年）の盗掘の際に漢式鏡2、車輪石3、鍬形石2、勾玉5、管玉多数があったという。現在に伝世するものは三角縁神獣鏡2面のみで、その2面は舶載鏡（中国製鏡）1面と仿製鏡（日本製鏡）1面になる。
- 三角縁神獣鏡（舶載鏡）
直径23.1センチメートルの大型鏡。同笵鏡に椿井大塚山古墳（京都府）出土鏡、備前車塚古墳（岡山県）出土鏡、上平川大塚古墳（静岡県）出土鏡がある[2][4][3]。
- 三角縁神獣鏡（仿製鏡）
直径21.8センチメートルの大型鏡。

現在は2面とも東京都の五島美術館に所蔵されている。

## 文化財

### 三重県指定文化財
- 史跡
  - 久保古墳 - 指定範囲面積は4,295平方メートル。1981年（昭和56年）3月30日指定[1][6]。

## 関連施設
- 五島美術館（東京都世田谷区上野毛） - 久保古墳の出土鏡を保管。